# Dècada del 1400

## Esdeveniments
- Europa assoleix els 42 milions d'habitants
- Auge de la família dels Mèdici a Itàlia
- El confucianisme, religió oficial de la Xina amb els Ming
- Primera menció de l'aparició d'un mamut congelat
- Pequín esdevé la ciutat més gran del món
- 1401 - Barcelona: A la llotja s'obre una taula de canvi coberta amb un tapet amb les armes de la ciutat
- Castella comença la conquesta oficial de les Illes Canàries
- L'enciclopèdia Yongle, a la Xina, té més de 20000 volums
- Es comencen a escriure en anglès els textos de l'església d'Anglaterra
- Concili ecumènic de Pisa

## Personatges destacats
- Martí I (Martí l'Humà)